# Altenthal
Altenthal ist ein Gemeindeteil des Marktes Gößweinstein im Landkreis Forchheim (Oberfranken, Bayern).

## Geografie
Die Einöde befindet sich etwa sechs Kilometer westsüdwestlich von Gößweinstein auf  398 m ü. NHN. Altenthal liegt nahe dem Talschluss eines tief in die  Nördliche Frankenalb eingeschnittenen Kerbtales, das vom Altenthalbach entwässert wird. Dieser etwa zweieinhalb Kilometer lange Bach entspringt etwa 200 Meter unterhalb der Einöde und mündet im Dorf Urspring von links in den Thosbach. Der nächste Nachbarort von Altenthal ist Ühleinshof, 85 Höhenmeter hangaufwärts, das von Altenthal nur über einen steilen Wanderweg erreichbar ist.

## Geschichte
Bis zum Beginn des 19. Jahrhunderts unterstand Altenthal der Landeshoheit des Hochstifts Bamberg. Die Dorf- und Gemeindeherrschaft übte dessen Vogteiamt Wolfsberg aus. Als das Hochstift Bamberg infolge des Reichsdeputationshauptschlusses 1802/03 säkularisiert und unter Bruch der Reichsverfassung vom Kurfürstentum Pfalz-Baiern annektiert wurde, wurde Altenthal ein Bestandteil der bei der „napoleonischen Flurbereinigung“ in Besitz genommenen neubayerischen Gebiete.
Durch die Verwaltungsreformen im Königreich Bayern zu Beginn des 19. Jahrhunderts wurde Altenthal mit dem Zweiten Gemeindeedikt im Jahr 1818 ein Bestandteil der Ruralgemeinde Wichsenstein. Mit der Gebietsreform in Bayern wurde Altenthal am 1. Mai 1978 in den Markt Gößweinstein eingegliedert, Eberhardstein, Pfaffenloh und Urspring wurden nach Pretzfeld eingemeindet. Im Jahr 2022 hatte Altenthal zwei Einwohner.

## Verkehr
Die Anbindung an das öffentliche Straßennetz ist mit einer teilasphaltierten Stichstraße hergestellt, die etwa 100 Meter oberhalb von Eberhardstein von der Kreisstraße FO 30 abzweigt und bei der Einöde endet.